# ISO 3166-2:GS
Pour un article plus général, voir ISO 3166-2.
 (août 2024).

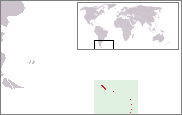
Géorgie du Sud et les îles Sandwich du Sud sur la carte du monde

ISO 3166-2:GS est l'entrée pour la Géorgie du Sud-et-les îles Sandwich du Sud dans l'ISO 3166-2, qui fait partie du standard ISO 3166, publié par l'Organisation internationale de normalisation (ISO), et qui définit des codes pour les noms des principales administration territoriales (e.g. provinces ou États fédérés) pour tous les pays ayant un code ISO 3166-1.
la Géorgie du Sud-et-les îles Sandwich du Sud sont un territoire britannique d'outre-mer sous souveraineté du Royaume-Uni.
Actuellement aucun code ISO 3166-2 n'est défini pour la Géorgie du Sud-et-les îles Sandwich du Sud.
La Géorgie du Sud-et-les îles Sandwich du Sud sont officiellement assignés au code ISO 3166-1 alpha-2 GS.